# 奥尔良新教教堂

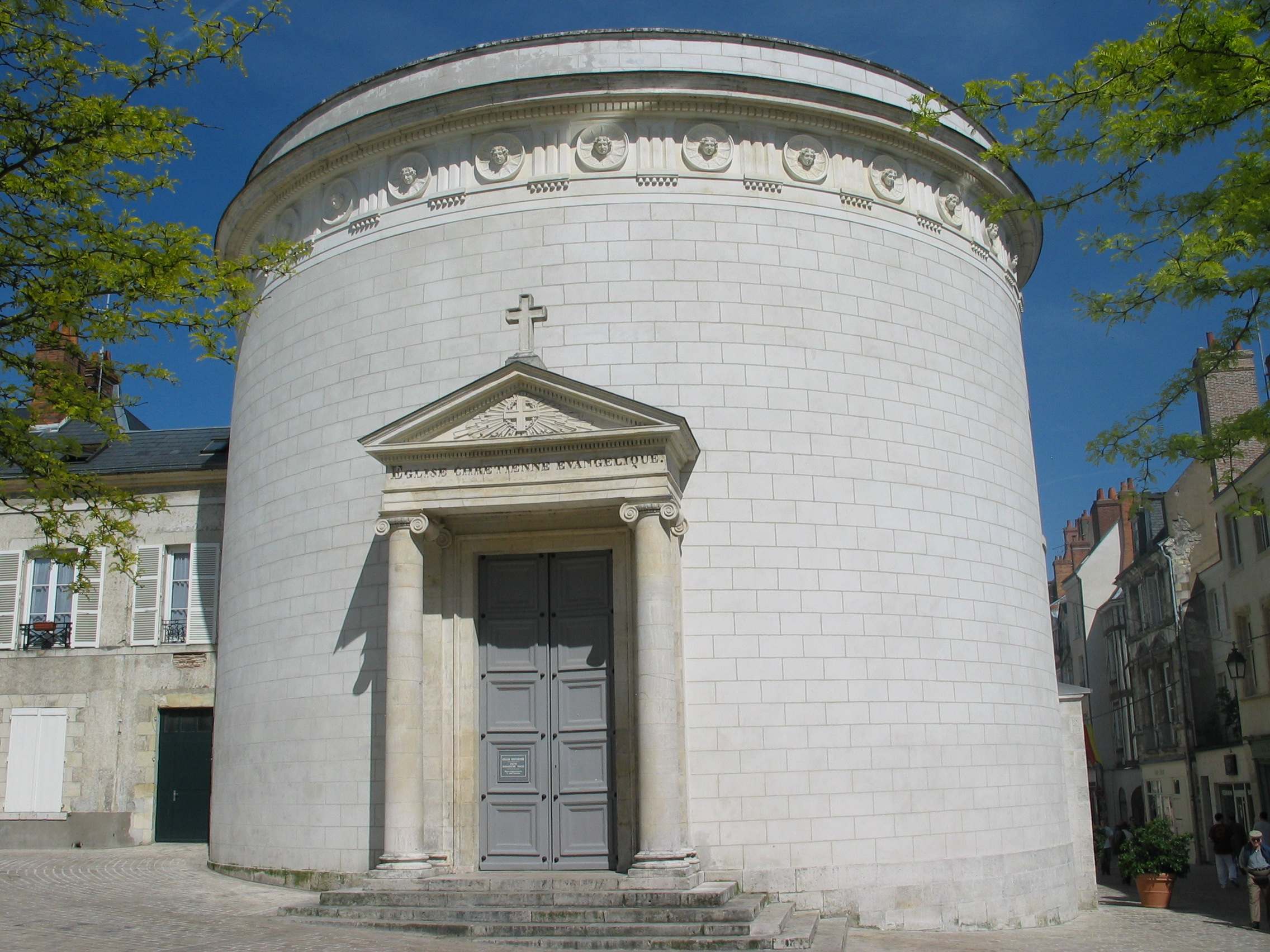

奥尔良新教教堂（Temple protestant d'Orléans）是一座法国新教归正会教堂，位于法国中央-卢瓦尔河谷大区卢瓦雷省奥尔良的 2 rue du Cloître Saint-Pierre Empont。1975年3月13日，该建筑列为法国历史遗迹。

## 历史
奥尔良新教社区的第一个礼拜场所位于谢西（Chécy），1599年圣诞节落成。南特敕令撤销后，1685年10月25日被夷为平地。
这座教堂建于1834年，建于1836年，位于1830年被摧毁的原圣彼得教堂（église Saint-Pierre-Empont）所在地。它是罗塞洛蒂牧师和建筑师弗朗索瓦·纳西斯·帕戈的作品。1839年开放供礼拜。工程是由泥瓦匠菲利普·穆雷特·勒龙完成。

## 建筑
这是一座圆形建筑，曾经覆盖有一个木穹顶，上面覆盖着锌，1912年倒塌。取而代之的是承包商爱德华·巴辛（Edward Basin）用钢筋水泥加固的低拱顶。牧师楼于1839年至1891年间逐步建成。早期教堂的内部仍然保留着讲道坛和木质家具。管风琴于1839年安装，1964年更换。。